# Бендерский, Семён Давидович
Семён Дави́дович Бенде́рский (10 октября 1898 год, Николаев — 6 апреля 1968 год, Москва) — советский композитор, музыкальный редактор, участник Великой Отечественной войны.

## Биография
Родился в Николаеве. В период 1919—1921 годов участвовал в боевых действиях на Южном фронте.
С конца 1934 года работал на киностудии «Межрабпомфильм» в качестве звукооформителя, также писал музыку к мультфильмам.
Во время Великой Отечественной войны в действующей армии с сентября 1942 года. С марта 1943 года на 2-м Украинском фронте, с мая того же года — санитар эвакотранспортного взвода 373-го отдельного медико-санитарного батальона 213-й стрелковой дивизии. В марте 1945 года убыл в подчинение командира полевой почты № 72428 — стрелком 41 армейского запасного стрелкового полка.
С 1946 года работал на «Союзмультфильме» музыкальным редактором, автор сочинений для мультипликации.
Скончался 6 апреля 1968 года.

## Фильмография
Звукооформитель
- 1933 — Сказка про белого бычка
- 1934 — Царь Дурандай
- 1935 — Неисправимый
- 1946 — Павлиний хвост
- 1947 — Белое золото

Композитор
- 1934 — Клякса в Арктике
- 1935 — Сказка о весёлом пастухе
- 1935 — Сон в летнюю ночь
- 1935 — Стрекоза и муравей
- 1936 — Сказка о злом Медведе, коварном Лисе и весёлом Пастухе
- 1957 — Песня о дружбе
- 1967 — Зайкины рога (Фитиль № 61)

Музыкальный редактор
- 1946 — Лиса и дрозд
- 1946 — Песенка радости
- 1947 — Конёк-Горбунок
- 1948 — Кем быть?
- 1948 — Новогодняя ночь
- 1948 — Серая шейка
- 1948 — Чемпион
- 1949 — Гуси-лебеди
- 1950 — Волшебный клад
- 1950 — Жёлтый аист
- 1951 — Сказка о мёртвой царевне и о семи богатырях
- 1952 — Аленький цветочек
- 1952 — Сармико
- 1953 — Храбрый Пак
- 1954 — Золотая антилопа
- 1955 — Необыкновенный матч
- 1956 — Миллион в мешке
- 1957 — Снежная королева
- 1962 — Баня
- 1962 — Дикие лебеди
- 1962 — История одного преступления
- 1962 — Кто сказал «мяу»?
- 1964 — Левша
- 1964 — Шайбу! Шайбу!
- 1965 — Каникулы Бонифация
- 1966 — Мой зелёный крокодил
- 1967 — Варежка

## Награды
- медаль «За боевые заслуги» (11 декабря 1943)[1];
- орден Отечественной войны II степени (26 мая 1945)[4].

## Комментарии
1. ↑  В ряде публикаций Семёна Бендерского путают с оператором Самуилом Бендерским, мужем Марии Бендерской, также работавшим на «Межрабпомфильме»[3].